# 約翰·紐康姆
約翰·大衛·紐康姆，AO，OBE（1944年5月23日—），澳洲前職業網球運動員，單打最高世界排名第一，七座大滿貫得主，國際網球名人堂成員。
紐康姆在公開賽年代前（1968年之前）已奪過大滿貫。公開賽年代以來取得單打568勝227負和雙打340勝116負，生涯取得奖金共1,062,408美元。紐康姆雖然在法網未曾奪過男單冠軍，但在法網曾奪過3次男雙（1967年、1969年、1973年）和1次混雙冠軍（1965年）。
1975年，他在澳網男單決賽擊敗世界第一兼衛冕的干納斯，奪得冠軍，此後，紐康姆再沒有在任何ATP單打賽事中奪標。 一年後的1976年澳網男單決賽中，他卻敗於當時世界排名只有212位的同胞马克·埃德蒙森，衛冕失敗，也使後者成位ATP史上排名最低的大滿貫男單冠軍得主。另外，紐康姆在雙打方面亦有不俗成績，在公開賽年代前後，曾多次奪得大滿貫男子雙打錦標，有12次大滿貫男雙奪標是和同胞托尼·罗奇（即ATP四位世界第一：、和費德勒的前教練）合作取得的。1986年，他被引薦進入國際網球名人堂。

## 大满贯

### 男單冠軍（7）
| 公開賽年代前 （1968年澳網或以前） |          |      |                 |              |                         |
| 年份                              | 比賽     | 場地 | 決賽對手        | 對手國籍     | 勝方比分                |
| 1967                              | 温布尔登 | 草地 | Wilhelm Bungert | 西德         | 6–2, 6–1, 6–1           |
| 1967                              | 美网     | 草地 | 格雷布纳        | 美國         | 6–4, 6–4, 8–6           |
| 公開賽年代後 （1968年法網或以後） |          |      |                 |              |                         |
| 年份                              | 比賽     | 場地 | 決賽對手        | 對手國籍     | 勝方比分                |
| 1970                              | 温布尔登 | 草地 | 罗斯威尔        | 澳大利亚     | 5-7, 6-3, 6-3, 3-6, 6-1 |
| 1971                              | 温布尔登 | 草地 | 史密斯          | 美國         | 6-3, 5-7, 2-6, 6-4, 6-4 |
| 1973                              | 澳网     | 草地 | Onny Parun      | 澳大利亚     | 6-3, 6-7, 7-5, 6-1      |
| 1973                              | 美网     | 草地 | 科德斯          | 捷克斯洛伐克 | 6-4, 1-6, 4-6, 6-2, 6-3 |
| 1975                              | 澳网     | 草地 | 康诺尔斯        | 美國         | 7-5, 3-6, 6-4, 7-6      |

## ATP巡迴賽

### 男單

#### 冠軍（43）
- 1968 (8) - Bakersfield WCT、Evansville WCT、Cannes WCT、漢堡、Pretoria WCT、East London WCT、Durban WCT、Kimberley WCT
- 1969 (2) - 羅馬、英國伯恩茅斯
- 1970 (4) - 墨爾本、摩洛哥卡薩布蘭卡 WCT、温布尔登、霍伊萊克
- 1971 (6) - 費城 WCT（前美國職業室內賽）、芝加哥 WCT、達拉斯 WCT、温布尔登、瑞士公開賽(格斯塔德)、蒙特利尔/多倫多
- 1972 (7) - 拉斯維加斯 WCT（Alan King經典網球賽）、聖路易 WCT、美國德克薩斯州沃斯堡 WCT、美國加州阿拉莫 WCT、溫哥華 WCT、哥登堡 WCT（瑞典職業錦標賽）、约翰内斯堡-2
- 1973 (4) - 澳網 <草地>、美網 <草地>、南卡羅來納州哥倫比亞、雅加達
- 1974 (9) - 美國佛羅里達州聖彼德斯堡 WCT、美國加州拉科斯塔 WCT、美國亞利桑那州杜桑市、新奧爾良 WCT、奧蘭多 WCT、達拉斯 WCT、茂宜島、東京、悉尼室內賽
- 1975 (1) - 澳網 <草地>

#### 亞軍（30）
- 1968 (6) - New Orleans WCT、Minneapolis WCT、波士頓-1、巴黎-2、維也納 WCT、溫布萊-3
- 1969 (5) - 蒙特卡洛、女王杯、温布尔登、波士頓、阿特蘭大
- 1970 (7) - Australian Round Robin、Corpus Christi、女王杯、美國肯塔基州路易維爾、洛杉磯
- 1971 (2) - 女王杯、Hilton Head WCT
- 1972 (1) - Hilton Head WCT
- 1973 (5) - 路易維爾、芝加哥、東京、德黑蘭、悉尼室內賽
- 1974 (1) - 美國紐約州Hempstead WCT
- 1976 (1) - 澳網 <草地>
- 1978 (2) - 美國弗吉尼亚州里士满、墨西哥瓜達拉哈拉

### 男雙冠軍（33）
- 1968 (2) - 格施塔德 (瑞士公開賽)、温布尔登
- 1969 (4) - 蒙特卡洛、蒙特利尔/多倫多、法網、温布尔登
- 1970 (3) - 聖路易 WCT、温布尔登、路易維爾
- 1971 (5) - 澳網 <草地>、邁阿密 WCT、羅馬、德黑蘭 WCT、美網 <草地>
- 1972 (5) - 鹿特丹 WCT、聖路易 WCT、波士頓 WCT、溫哥華 WCT、约翰内斯堡-2
- 1973 (7) - 澳網 <草地>、美網 <草地>、芝加哥、德黑蘭、悉尼室內賽、法網、羅馬
- 1974 (3) - 聖彼德堡 WCT、奧蘭多 WCT、温布尔登
- 1976 (2) - 澳網 <草地>、夏洛特 WCT
- 1977 (1) - 悉尼室內賽
- 1978 (1) - 悉尼室內賽

## 8週ATP單打世界排名第一
| 球王任期                     | 前任球王 | 繼任球王 | 連續週數 | 累積週數 |
| ---------------------------- | -------- | -------- | -------- | -------- |
| 1974年6月3日 - 1974年7月28日 | 納斯塔塞 | 康諾斯   | 8週      | 8週      |

## 外部連結
- 約翰·紐康姆（英文/西班牙文）的官方資料
- 約翰·紐康姆的國際網球總會 職業／青少年 官方資料（英文）
- 約翰·紐康姆的官方資料（英文）
- 國際網球名人堂 - 紐康姆個人資料
- John Newcombe – Player Profiles - Players and Rankings - News and Events - Tennis Australia （页面存档备份，存于） （英文）